# Charles Martinet
Charles Andre Martinet (San Jose, 17 settembre 1955) è un attore e doppiatore statunitense, noto per aver prestato la voce al personaggio di Mario, protagonista della serie di videogiochi Super Mario, dal 1991 al 2022. Nel corso della sua carriera ha doppiato anche altri personaggi della medesima serie, tra cui Luigi, Wario, Waluigi, Baby Mario, Baby Luigi e Wart.
Dal 2023 ricopre il ruolo di "Mario Ambassador", una posizione che lo vede non più coinvolto attivamente come doppiatore dei personaggi di Nintendo.

Firma di Martinet

## Biografia

### Giovinezza e formazione
Charles Andre Martinet nacque il 17 settembre 1955 a San José, in California. Era il secondo figlio di un padre francese e di una madre statunitense, circostanza che lo rende franco-americano. Suo nonno paterno partecipò alla prima guerra mondiale, e il padre di Charles, ancora bambino, si trasferì negli Stati Uniti con la famiglia. La madre di Charles discendeva invece da una famiglia americana presente nel paese fin dai tempi della Mayflower.
All'età di dodici anni, Martinet si trasferì con la famiglia in Spagna, a Barcellona, e tre anni dopo si stabilì a Parigi, in Francia, dove si diplomò nel 1974 presso l'American School of Paris. Grazie agli anni trascorsi in Europa, Martinet parla fluentemente francese e spagnolo e possiede una conoscenza basilare dell'italiano.
Dopo il diploma, Martinet fece ritorno in California e si trasferì a Berkeley per frequentare l'Università della California. Inizialmente, aveva intenzione di studiare diritto internazionale per diventare avvocato, ma nell'ultimo anno abbandonò il corso di studi a causa di contrasti con un docente e della crescente insoddisfazione per il percorso intrapreso.
Martinet, timido e ansioso rispetto al fratello maggiore, soffriva di glossofobia. Su consiglio di un amico, iniziò a frequentare corsi di teatro per superare la paura di parlare in pubblico. Il suo primo ruolo fu un monologo tratto dall'Antologia di Spoon River, in cui interpretava un personaggio defunto. Nonostante l'ansia iniziale, la sua performance ricevette un'accoglienza positiva.
Successivamente, ottenne un apprendistato presso il Berkeley Repertory Theatre, dove studiò per alcuni anni. In seguito si trasferì a Londra, in Inghilterra, per approfondire la sua formazione teatrale e sviluppare un talento per gli accenti e i dialetti. Tornato in California, divenne membro del Berkeley Repertory Theatre e contribuì alla fondazione del San José Repertory Theatre.
Durante i suoi studi, strinse amicizia con un uomo affetto da balbuzie, che gli raccontò un episodio particolarmente significativo: nel giorno del suo ventunesimo compleanno, l'uomo fu umiliato pubblicamente da un comico durante uno spettacolo dal vivo a Las Vegas. Questo evento lo segnò profondamente e gli causò una persistente balbuzie. Colpito dalla storia, Martinet promise di non fare mai uso di battute offensive nella sua carriera.

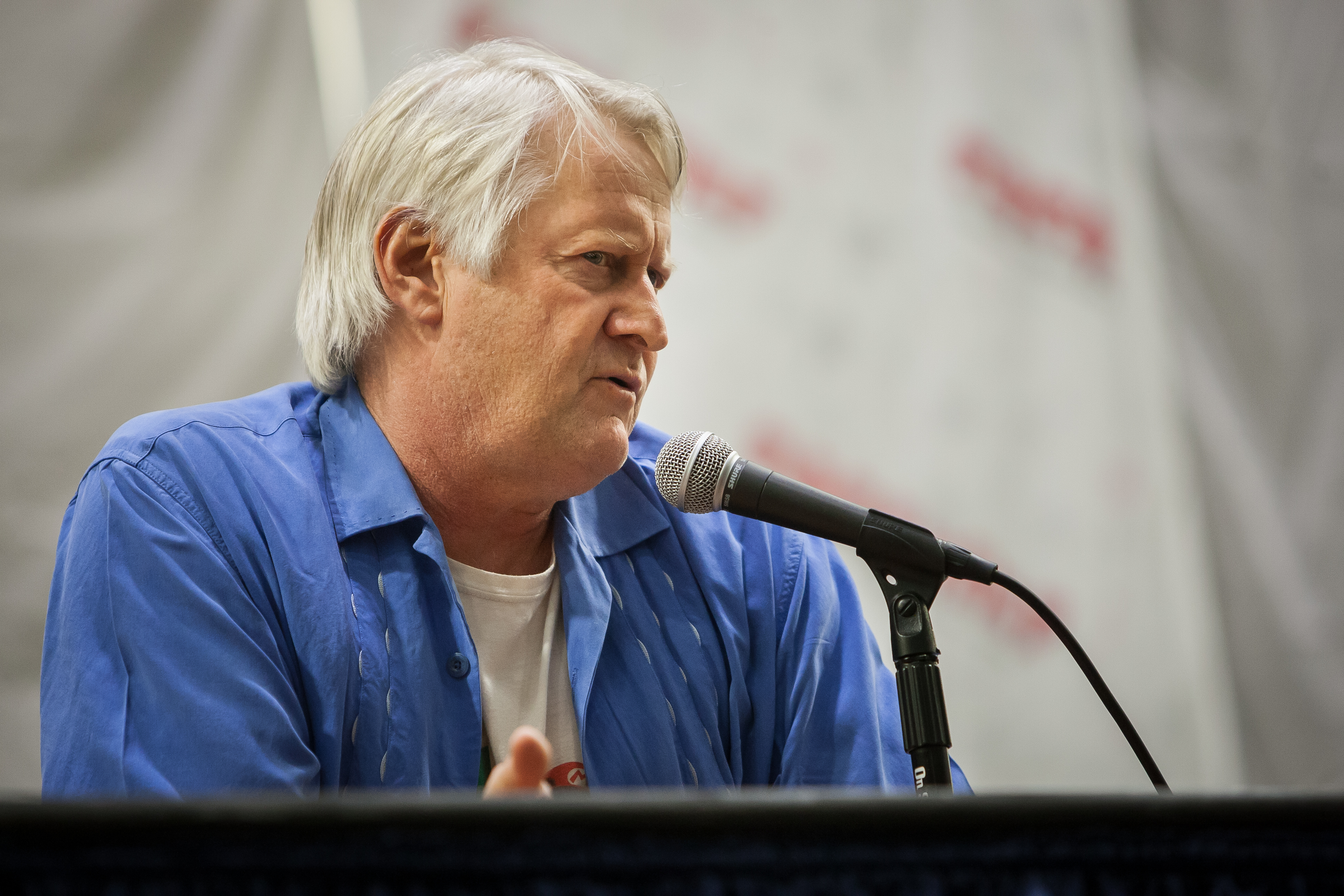
Charles Martinet nel 2014

### Charles e Mario
L'inizio degli anni '90 segnò un cambiamento significativo nella vita di Charles Martinet, quando ottenne il ruolo di doppiatore per il personaggio di Mario. Nel 1990, mentre si trovava in spiaggia, Martinet ricevette una chiamata da un amico riguardo a un'audizione per un ruolo. All'epoca, non conosceva Nintendo né il personaggio di Mario. Nonostante ciò, si presentò all'ultimo momento e partecipò all'audizione, in cui doveva interpretare un personaggio descritto come un idraulico italiano da Brooklyn. Sebbene la serie fosse ancora agli inizi, con pochi giochi pubblicati ma alcune serie televisive, come The Super Mario Bros. Super Show!, il personaggio era stato precedentemente doppiato da Lou Albano, che gli conferì una voce profonda e con un forte accento newyorkese, una caratterizzazione che sarebbe stata ripresa anche nel film del 1993. Martinet considerò di seguire questo approccio, ma preoccupato che potesse risultare troppo dura e spaventosa per un pubblico di bambini, decise di adottare una voce più amichevole e morbida.
In passato, Martinet aveva partecipato a una rappresentazione teatrale di La bisbetica domata di Shakespeare, interpretando Gremio. Questo gli fornì l'ispirazione per la voce di Mario. Decise così di adottare una tonalità più acuta e amichevole, improvvisando per mezz'ora finché non gli fu detto di fermarsi, poiché il nastro era terminato. Nonostante fosse convinto di non aver ottenuto il ruolo, il suo nastro fu l'unico inviato a Nintendo, ed era l'unico tra i candidati a non aver tentato di imitare la voce di Lou Albano. Martinet aveva circa 35 anni all'epoca, e questo segnò l'inizio di un ruolo che avrebbe continuato a interpretare per oltre trent'anni.
Nel 1991, dopo aver vinto l'audizione, Martinet cominciò a lavorare con Nintendo, e il primo progetto in cui prestò la voce a Mario fu la tecnologia "Mario in Real Time". Durante questo periodo, conobbe il creatore di Mario, Shigeru Miyamoto. Nel 1992, prestò la voce a Mario in una macchina da flipper, ma non venne accreditato per questo ruolo. Tra il 1994 e il 1995, Martinet doppiò per la prima volta Mario nei giochi, nella versione per CD di Mario Teaches Typing, che nel 1996 ebbe un sequel. Durante questo periodo, Mario cominciò a parlare in frasi complete, sebbene in seguito la quantità di dialogo venne ridotta.
Nel 1996, in concomitanza con l'uscita del Nintendo 64 e di Super Mario 64, Martinet prestò la voce a Mario nel gioco. Durante lo sviluppo del gioco, la decisione su cosa fare con Mario quando non era in movimento fu influenzata dall'idea di Martinet, che suggerì che Mario si addormentasse e sogni la pasta. Il gioco ebbe un enorme successo, e fu con esso che molti giocatori furono introdotti alla voce di Mario. Durante le sessioni di registrazione, molti fan chiesero di sentire anche la voce di Luigi, ma dato che non esisteva ancora un modello per il personaggio, Martinet improvvisò dicendo che Luigi fosse troppo timido per parlare. Per farlo, creò una voce per Luigi senza muovere la bocca, per evitare che sembrasse Mario a parlare.
Nel 1997, con l'uscita di Mario Kart 64, Martinet cominciò a doppiare anche Luigi e Wario. Successivamente, nel 1999, doppiò anche Baby Mario in Mario Golf, seguito da Waluigi in Mario Tennis nel 2000 e Baby Luigi in Mario Kart: Double Dash!! nel 2003.
Nel 2023, con l'uscita del film Super Mario Bros. - Il film, Martinet non prestò più la sua voce a Mario e Luigi, i cui doppiatori furono rispettivamente Chris Pratt e Charlie Day nella versione in inglese, e Claudio Santamaria ed Emiliano Coltorti in quella italiana. Tuttavia, Martinet fece dei cameo, doppiando personaggi minori come Papà Mario e Giuseppe in diverse lingue, tra cui francese, spagnolo, tedesco e italiano. Nel mese di luglio dello stesso anno, Nintendo annunciò che Martinet avrebbe cessato di doppiare i personaggi della serie, assumendo però il ruolo di "Mario Ambassador". Il suo ultimo gioco in cui prestò la voce a Mario e Luigi fu Mario + Rabbids Sparks of Hope (2022), mentre dal gioco Super Mario Bros. Wonder in poi, i personaggi sono doppiati da Kevin Afghani.

### Carriera
Charles Martinet esordì come attore cinematografico negli anni '80. Lavorò sia per il grande schermo sia per la televisione, senza mai ottenere il ruolo di protagonista.
Fu però il suo ruolo nel franchise di Mario a renderlo celebre a livello mondiale. Dopo il successo di Super Mario 64, prestò la sua voce per i personaggi di Mario, Luigi, Wario, Waluigi, Baby Mario e Baby Luigi in tutti i giochi successivi fino al 2023.
Il doppiaggio di Martinet è presente in tutte le localizzazioni dei giochi della serie.
Martinet ha anche doppiato il personaggio Vigoro nel gioco di ruolo Skies of Arcadia (uscito per Sega Dreamcast e GameCube) e Paarthurnax in The Elder Scrolls V: Skyrim.
Inoltre, ha prestato la sua voce per vari cartoni animati e pubblicità.

## Filmografia parziale
- Scommessa con la morte (The Dead Pool), regia di Buddy Van Horn (1988)
- Matlock (serie TV)
  - Il Capitano, regia di Frank Thackery (1989)
- Voci nella notte (serie TV)
  - Rosso Sangue, regia di James Quinn (1989)
- Ragionevoli dubbi (serie TV)
  - Linee di vita: Prima parte, regia di Randall Zisk (1992)
- Nine Months - Imprevisti d'amore (Nine Months), regia di Chris Columbus (1995)
- The Game - Nessuna regola (The Game), regia di David Fincher (1997)
- Nash Bridges (serie TV)
  - Impatto Violento, regia di Greg Beeman (1996)
  - Carta Vince Carta Perde, regia di Greg Beeman (1997)
  - Il Turista, regia di Mikael Salomon (1998)

### Doppiatore
- Papà Mario e Giuseppe in Super Mario Bros. - Il film (Super Mario Bros. Movie), regia di Aaron Horvath e Michael Jelenic (2023)

## Doppiatori italiani

### Videogiochi
- Pietro Ubaldi - Ratchet & Clank: A spasso nel tempo
- Francesco Rizzi - WarioWare Gold, WarioWare: Get It Together!